# Emil Pažický
Emil Pažický (Považský Chlmec, 14 ottobre 1927 – Bratislava, 21 novembre 2003) è stato un calciatore cecoslovacco, di ruolo attaccante.

## Carriera
Fu capocannoniere del campionato cecoslovacco nel 1955.

## Palmarès

### Club

#### Competizioni nazionali
- Campionato cecoslovacco: 2

Slovan Bratislava: 1949, 1955